# Wilhelm Unverzagt (Jurist)
Wilhelm Unverzagt (* 11. Februar 1900 in Mainz; † 9. Juni 1971 in Bad Homburg) war ein deutscher Verwaltungsjurist.

## Werdegang
Unverzagt studierte Rechtswissenschaften und promovierte 1922 in Jena. Er war zunächst als Hilfsrichter tätig und trat 1928 in den Dienst der Deutschen Reichsbahn. Von 1934 bis zu seiner politisch erzwungenen Ablösung im Jahr 1938 war er Personalwirtschaftsdezernent der Reichsbahn in Frankfurt am Main.
Anfang 1946 wurde er als Leiter der Verkehrs- und Güterabteilung in der Französischen Besatzungszone eingesetzt. Von Juli 1955 bis zum Eintritt in den Ruhestand 1965 war er Präsident der Bundesbahndirektion Frankfurt am Main. In seine Amtszeit fiel die Elektrifizierung der Bahnstrecken um Frankfurt und die Planung der S-Bahn Rhein-Main.

## Ehrungen
- 1965: Großes Verdienstkreuz der Bundesrepublik Deutschland
- 1965: Ehrenplakette der Stadt Frankfurt am Main